# Ахшарумов, Иван Дмитриевич
Иван Дмитриевич Ахшарумов (1831—1903) — прокурор, тайный советник в отставке, писатель

.

## Биография
Родился в Санкт-Петербурге 3 (15) июня 1831 года в семье Дмитрия Ивановича Ахшарумова. Его старшие братья: Николай, Дмитрий, Владимир, Семён.
В 1853 году окончил физико-математический факультет Императорского Санкт-Петербургского университета. В службе и классном чине с 25 октября 1853 года. С 1855 года служил в Военном министерстве: сначала обер-аудитором отдельного гвардейского корпуса; с 1868 года — прокурор Санкт-Петербургского военно-окружного суда. Одновременно преподавал в Военно-юридической академии и училище. В 1864 году было издано составленное им пособие «О дисциплинарных взысканиях, налагаемых на нижних чинов».
Действительный статский советник с 30 августа 1874 года. Во время русско-турецкой войны 1877-1878 годов был заведующим военно-судной частью при главнокомандующем, товарищем главного военного прокурора. В отставку вышел в 1881 году с чином тайного советника.
Был награждён орденами: Св. Владимира 3-й ст. (1871), Св. Станислава 1-й ст. с мечами (1878), Св. Анны 2-й ст. (1870) и 1-й ст. (1878).
После выхода в отставку занялся литературной деятельностью. Написал ряд художественных произведений: романы «Потомок рода Ветрищевых» («Дело». — 1884. — № 5; «Наблюдатель». — 1885. — № 7--8), «К чему?» («Наблюдатель». — 1893. — № 5-7), повести «Бабушка» («Наблюдатель». — 1889. — № 3), «Семейство Брызгаловых» («Наблюдатель». — 1889. — № 9-10), рассказы «Майор Бессонов» («Труд». — 1892. — № 9), «Чья вина?» («Труд». — 1894. — № 3), «Сюрприз» (ВИ. — 1896. — № 1431—1434; СПб.: Н. Г. Мартынов, 1899), комедию «Фантазер».
В 1894 и 1899 годах было издано «Собрание сочинений Ивана Дмитриевича Ахшарумова» в трёх томах (СПб.: Н. Г. Мартынов):
- Том 1. Повести и рассказы;
- Том 2. Роман «Потомок рода Ветрищевых»;
- Том 3. Рассказы, роман и комедия.

Кроме этого И. Д. Ахшарумов написал ряд статей юридического содержания (в т. ч. об авторском праве и литературной собственности — «Новости и Биржевая газета». — 1896, 18 и 30 апр.). Состоял членом правления одной из железнодорожных компаний.

## Семья
Был женат на Надежде Петровне Козляниновой, дочери полковника Петра Тимофеевича Козлянинова и Елизаветы Михайловны (урожд. Леман). Их дети: Елизавета (род. 21.09.1862), Дмитрий (род. 04.11.1864), Борис (1867—1931), Ольга (род. 15.02.1868), Владимир (род. 1869), Лев (род. 29.10.1869), Надежда (род. около 1874; в замужестве за Николаем Дмитриевичем Красильниковым).